# Roll (singel Flo Ridy)
"Roll" – singel promocyjny amerykańskiego rapera Flo Ridy z jego debiutanckiego albumu studyjnego zatytułowanego Mail on Sunday. Utwór miał zostać drugim singlem po "Low", ale zdecydowano, że zostanie singlem promocyjnym. Został wydany 12 grudnia 2008 roku przez wytwórnię Atlantic Records w formacie digital download. Gościnnie w piosence zaśpiewał Sean Kingston. Twórcami tekstu piosenki są Flo Rida, Sly Jordan, Christopher Lanier oraz J.R. Rotem, który zajął się też produkcją. Singel był notowany po wydaniu albumu rapera w Stanach Zjednoczonych i Kanadzie.

## Lista utworów
- Digital download[1]

1. "Roll" (feat. Sean Kingston) – 3:59

## Pozycje na listach
| Lista (2009)                          | Najwyższa pozycja |
| ------------------------------------- | ----------------- |
| Kanada (Canadian Hot 100)             | 43                |
| Stany Zjednoczone (Billboard Hot 100) | 61                |
| Stany Zjednoczone (Digital Songs)     | 21                |